# Lista străzilor din sectorul 6
Lista străzilor din sectorul 1 | 2 | 3 | 4 | 5 | 6

## Alei
Aleile sunt străzi înguste și scurte, plantate pe margini cu flori sau arbori.
1. Aleea Agigea
2. Aleea Aleșd
3. Aleea Arheologilor
4. Aleea Arieșul Mare
5. Aleea Arinii Dornei
6. Aleea Ariniș
7. Aleea Arutela
8. Aleea Baia de Arieș
9. Aleea Baiut
10. Aleea Bârsănești
11. Aleea Bistra
12. Aleea Bradișului
13. Aleea Bucșenești
14. Aleea Bujoreni
15. Aleea Calatis
16. Aleea Câmpul cu Flori
17. Aleea Cetățuia
18. Aleea Compozitorilor
19. Aleea Crăiești
20. Aleea Ioan V. Culcer, g-ral
21. Aleea Dealul Măcinului
22. Aleea Dreptății
23. Aleea Dumbrăvița
24. Aleea Ghencea
25. Aleea Ghirlandei
26. Aleea Haiducului
27. Aleea Istru
28. Aleea Lunca Cernei
29. Aleea Lunca Siretului
30. Aleea Moinești
31. Aleea Obcina Mică
32. Aleea Parva
33. Aleea Pașcani
34. Aleea Petrăchești
35. Aleea Poarta Albă
36. Aleea Poiana Cernei
37. Aleea Poiana Mare
38. Aleea Poiana Muntelui
39. Aleea Poiana Sibiului
40. Aleea Poiana Vadului
41. Aleea Politehnicii
42. Aleea Potaissa
43. Aleea Pravăț
44. Aleea Râmnicel
45. Aleea Romancierilor
46. Aleea Sandava
47. Aleea Săndulești
48. Aleea Târgu Neamț
49. Aleea Țibles
50. Aleea Timișul de Jos
51. Aleea Timișul de Sus
52. Aleea Tincani
53. Aleea Topoloveni
54. Aleea Valea Boteni
55. Aleea Valea Bujorului
56. Aleea Valea Călugărească
57. Aleea Valea Crișului
58. Aleea Valea Florilor
59. Aleea Valea lui Mihai
60. Aleea Valea Prahovei
61. Aleea Valea Roșie
62. Aleea Valea Salciei
63. Aleea Valea Siretului
64. Aleea Valea Viilor
65. Aleea Vlasiei
66. Aleea Zorelelor
67. Aleea Zvoriștea

## Bulevarde
Bulevardele sunt străzi urbane largi și drepte, de mare circulație, în general mărginite de plantații de arbori.
1. Bulevardul 1 Mai
2. Bulevardul Anul 1864
3. Bulevardul Constructorilor
4. Bulevardul Geniului
5. Bulevardul Ghencea
6. Bulevardul Iuliu Maniu
7. Bulevardul Regiei
8. Bulevardul Timișoara
9. Bulevardul Uverturii
10. Bulevardul Vasile Milea, g-ral.

## Căi
Căile sunt artere de pătrundere într-un oraș, iar rolul lor este de a face legătura cu o șosea importantă. În trecut calea era o stradă care servea drept arteră principală de circulație într-un oraș.
1. Calea Apeductului
2. Calea Crângași
3. Calea Giulești
4. Calea Plevnei

## Drumuri
Drumurile sunt căi de comunicație terestră, străzi, șosele.
1. Drumul Bacriului
2. Drumul Belșugului
3. Drumul Drumul la Roșu
4. Drumul Gării
5. Drumul Osiei
6. Drumul Podu Ilfovățului
7. Drumul Podu Pitarului
8. Drumul Sabareni
9. Drumul Sării
10. Drumul Taberei
11. Drumul Timonierului
12. Drumul Valea Argovei
13. Drumul Valea Cricovului
14. Drumul Valea Danului
15. Drumul Valea Doftanei
16. Drumul Valea Furcii

## Intrări
Intrările sunt străzi mici înfundate la un capăt. Poartă și denumirea de fundături.
1. Intrarea 9 Mai
2. Intrarea Agudului
3. Intrarea Angelinei
4. Intrarea Anul 1864
5. Intrarea Apostol Gh. Constantin, serg.
6. Intrarea Blejoi
7. Intrarea Bolobocului
8. Intrarea Caiacului
9. Intrarea Calelor
10. Intrarea Calendarului
11. Intrarea Canalul Arges
12. Intrarea Capalna
13. Intrarea Capelei
14. Intrarea Caramidariei
15. Intrarea Caranda Gheorghe, lt.av.
16. Intrarea Caravanei
17. Intrarea Carnavalului
18. Intrarea Cerisor
19. Intrarea Cernisoara
20. Intrarea Chitila Triaj
21. Intrarea Ciclistilor
22. Intrarea Cismelei
23. Intrarea Colaborarii
24. Intrarea Constelatiei
25. Intrarea Crainicului
26. Intrarea Craiovei
27. Intrarea Crengutei
28. Intrarea Cucuruzului
29. Intrarea Dealului
30. Intrarea Dreptatii
31. Intrarea Drumul la Rosu
32. Intrarea Drumul Taberei
33. Intrarea Dusului
34. Intrarea Eliade, cpt.
35. Intrarea Fierbinti
36. Intrarea Filmului
37. Intrarea Flondor Tudor, comp.
38. Intrarea Flotei
39. Intrarea Fosnetului
40. Intrarea Frasinului
41. Intrarea Garii
42. Intrarea Gentianei
43. Intrarea Ghioceilor
44. Intrarea Giulesti
45. Intrarea Giulesti Sarindar
46. Intrarea Godeni
47. Intrarea Golfului
48. Intrarea Guliver
49. Intrarea Ialomitei
50. Intrarea Ierbei
51. Intrarea Iridiului
52. Intrarea Istmului
53. Intrarea Izvorani
54. Intrarea Liniei
55. Intrarea Mandriei
56. Intrarea Maratonului
57. Intrarea Margelelor
58. Intrarea Mecanicilor
59. Intrarea Merelor
60. Intrarea Miorita
61. Intrarea Mirodeniei
62. Intrarea Moinesti
63. Intrarea Movilelor
64. Intrarea Oboiului
65. Intrarea Ochiuri
66. Intrarea Panificatiei
67. Intrarea Paralutelor
68. Intrarea Partizanilor
69. Intrarea Patrarului
70. Intrarea Paulis
71. Intrarea Perelor
72. Intrarea Pinului
73. Intrarea Pitulicii
74. Intrarea Popescu Filofteia
75. Intrarea Portocalelor
76. Intrarea Protonilor
77. Intrarea Rarau
78. Intrarea Razoare
79. Intrarea Rocilor
80. Intrarea Sabareni
81. Intrarea Sapei
82. Intrarea Schitu Golesti
83. Intrarea Silistraru
84. Intrarea Stolojani
85. Intrarea Targului
86. Intrarea Trecatorii
87. Intrarea Vagonetului
88. Intrarea Valea Lunga
89. Intrarea Valea Lupului
90. Intrarea Varsei
91. Intrarea Viforului
92. Intrarea Vulpeni

## Piețe
Piețele sunt locuri întinse și deschise dintr-o localitate, unde se întâlnesc sau se întretaie mai multe străzi. Sunt adesea amenajate cu spații verzi, statui.
1. Piața Gara Basarab
2. Piața Victoriei

## Sosele
Șoselele sunt străzi periferice largi, frumos amenajate, de obicei plantate cu pomi.
1. Șoseaua Ciurel
2. Șoseaua Cotroceni
3. Șoseaua Grozăvești
4. Șoseaua Orhideelor
5. Șoseaua Virtuții

## Splaiuri
Splaiurile sunt străzi amenajate pe un mal înalt al unei ape.
1. Splaiul Independenței

## Strazi
1. 9 Mai
2. Acvariului
3. Adam Vasile,serg.tr.
4. Agnita
5. Ajustorului
6. Albitei
7. Alion
8. Alizeului
9. Ametistului
10. Anghel Mihail, frt.
11. Apele Vii
12. Apostol Gh. Constantin,serg.
13. Apusului
14. Aragonitului
15. Ariesul Mare
16. Astafei Petre
17. Atmosferei
18. Auto Bucuresti - Pitesti
19. Azurului
20. Babesti
21. Baia de Aries
22. Bancila Octav,pictor
23. Barbulescu Marius,erou
24. Barsanesti
25. Basmului
26. Begoniei
27. Binoclului
28. Blandiana
29. Boisoara
30. Boja
31. Bolidului
32. Borneanu Alexandru, slt.
33. Bostanilor
34. Bozieni
35. Boziilor
36. Brandza Dimitrie,dr.
37. Brasov
38. Budieni
39. Bunicutei
40. Burla Vasile
41. Bursucani
42. Calboreanu George,actor
43. Calciu Marin
44. Calnic
45. Cantarii
46. Cara Anghel,serg.maj.
47. Carabusului
48. Caramidariei
49. Caranda Gheorghe,lt.av.
50. Carvunarilor
51. Castranova
52. Catinei
53. Ceahlaul
54. Centurii
55. Cernisoara
56. Cetatea Ciceului
57. Cetatea de Balta
58. Cetatea Histria
59. Cetatuia
60. Cezarescu Economu
61. Cheile Orzei
62. Chemarii
63. Chibzuintei
64. Chilia Veche
65. Chitila Triaj
66. Cicalov Valeriu
67. Cimpoiului
68. Cioran Gabriel
69. Compasului
70. Copacului
71. Corbilor
72. Corcodusului
73. Cornului
74. Corvinilor
75. Costisa
76. Cotul Siretului
77. Cretescu Ion
78. Crinul de Padure
79. Crisan Stefan,serg.
80. Crisul Repede
81. Croitoru Z. Eftimie,cap.
82. Culcer V. Ioan,g-ral
83. Cupolei
84. Cutieru I. Alexandru,serg.
85. Cutui Gheorghe
86. Dagata
87. Dambovita
88. Danescu Constantin,slt.
89. Dealul Tugulea
90. Dealului
91. Dedulesti
92. Delinesti
93. Denta
94. Desisului
95. Dezrobirii
96. Dobreni
97. Donitei
98. Drajna
99. Drenajului
100. Dreptatii
101. Dudului
102. Entuziasmului
103. Eroina de la Jiu
104. Estacadei
105. Eucaliptului
106. Fabricii
107. Fagadau
108. Fanului
109. Farago Elena
110. Filimon Nicolae
111. Finta
112. Fiordului
113. Floare Rosie
114. Fratilor
115. Fulga Adrian,erou
116. Fumureni
117. Furtunei
118. Garleni
119. Geoagiu
120. Ghercu S. Constantin,serg.
121. Ghirlandei
122. Giulini B.,ing.
123. Golcea Vasile
124. Golescu Zinca
125. Govodarva
126. Grandea H. Grigore
127. Granitului
128. Grintiesului
129. Gurahont
130. Hanul Ancutei
131. Hrisoverghi Alexandru
132. Iacobescu Alexandru
133. Iedului
134. Ierbei
135. Ilovatul
136. Inspiratiei
137. Ionete Gheorghe,sold.
138. Ivasiuc Alexandru
139. Izbandei
140. Jarului
141. Juvara Ernest,dr.
142. Lacul Ursului
143. Lacul Zanoaga
144. Lamaseni
145. Larisa
146. Latea Gheorghe,serg.
147. Lavandei
148. Leaota
149. Liniei
150. Lucacesti
151. Lujerului
152. Lunca Cernei
153. Luncii
154. Macarovici V. George,g-ral.
155. Malinului
156. Manolescu Ion
157. Marcu Ion,serg.
158. Marcu Mihaela Ruxandra
159. Margelelor
160. Marinescu Constantin,lt.col.
161. Marinescu Stefan,lt.
162. Mateescu Nicolae
163. Mehadia
164. Mehedinti Simion
165. Meseriasilor
166. Migdalului
167. Mihailescu Vintila
168. Minodora
169. Miorita
170. Miroslavei
171. Moanga Vasile,cpt.
172. Mohorului
173. Moinesti
174. Moise Constantin,serg.
175. Moisei
176. Montana
177. Munitiei
178. Muntii Apuseni
179. Muntii Gurghiului
180. Muntilor
181. Murelor
182. Murguta
183. Negel Gheorghe,lt.av.
184. Nenitescu Costin
185. Nera
186. Nicodim
187. Noica Constantin
188. Nucsoara
189. Obcina Mare
190. Oboga
191. Odgonului
192. Olanesti
193. Oncescu Nicolae
194. Orsova
195. Otescu Ion Nonna
196. Padurarilor
197. Padureni
198. Paduretu
199. Parafinei
200. Paralutelor
201. Partiturii
202. Partizanilor
203. Pascal Cristian,ing.
204. Pascani
205. Patrarului
206. Pera Dumitru
207. Performantei
208. Pestera Dambovicioara
209. Pestera Scarisoara
210. Petrescu Constantin Titel
211. Petuniei
212. Piatra Craiului
213. Piatra Rosie
214. Pietrele Doamnei
215. Pirotehniei
216. Piscu Crasani
217. Planetei
218. Plesul
219. Poiana Campina
220. Poiana Lacului
221. Politehnicii
222. Pomilor
223. Popescu Eugen,mr.
224. Popescu Stoian
225. Popovat Petre,g-ral.
226. Portaresti
227. Porumbacu
228. Porumbelului
229. Postolache Alex.,serg.
230. Pravat
231. Preciziei
232. Prel Ghencea
233. Prosperitatii
234. Putna
235. Radna
236. Ramura Jiului
237. Ranetti Gheorghe,scriitor
238. Rarau
239. Rasadnitei
240. Rasaritului
241. Raul Doamnei
242. Raul Dorna
243. Retezatului
244. Reveriei
245. Romancierilor
246. Rosia Montana
247. Rosiori de Vede
248. Rostogolea Gheorghe,frt.
249. Rusetu
250. Sabiutei
251. Sadinei
252. Saidac Gheorghe,lt.
253. Sandulesti
254. Sapanta
255. Scaeni
256. Schiorilor
257. Sculptorilor
258. Sebe Vasile,sold.
259. Segarcea
260. Severin Emanoil Mihail,g-ral.dr.
261. Sibiu
262. Siriului
263. Spacu Gheorghe
264. Spartachiadei
265. Spilcutei
266. Sporului
267. Stan Bogdan Serban
268. Stavrinos Vistiernicul
269. Stoicescu Atanase Economu
270. Stramosilor
271. Strigaturii
272. Studioului
273. Stufului
274. Stupca
275. Sudului
276. Szabo Gabriela,atleta
277. Tabla Butii
278. Tanganului
279. Targu Neamt
280. Tatarus
281. Televiziunii
282. Teodorescu Niculae,ing.
283. Tincani
284. Tolbei
285. Topolovat
286. Topor Ion,plt.
287. Torcatoarelor
288. Trenului
289. Tufanelelor
290. Valea Argesului
291. Valea Calugareasca
292. Valea Cascadelor
293. Valea Cerbului
294. Valea Cibinului
295. Valea Ialomitei
296. Valea lui Mihai
297. Valea Lunga
298. Valea Mare
299. Valea Oltului
300. Valea Rosie
301. Valea Soarelui
302. Valea Ursului
303. Valsan George
304. Varga Ecaterina
305. Varnav Scarlat,ing.
306. Velei
307. Veteranilor
308. Vidra
309. Vieru Ion,serg.
310. Vijeliei
311. Viscolului
312. Vizitiu Stoica
313. Vladeasa
314. Zaganescu Pavel,cpt.
315. Zalic,lt.
316. Zambetului
317. Zamfirescu George Mihail
318. Zboina Neagra